# Ozanezumab
L'ozanezumab è un anticorpo monoclonale umanizzato progettato per il trattamento della sclerosi laterale amiotrofica e della sclerosi multipla. L'ozanezumab si lega ad una proteina denominata NOGO-A (Neurite Overgrowth Inhibitor, tipo A), o reticolone 4; questa proteina, negli esseri umani, è codificata dal gene RTN4 ed è riconosciuta essere un'inibitrice della crescita neuritica a livello del sistema nervoso centrale. Nei pazienti affetti da sclerosi laterale amiotrofica (SLA), questa proteina è presente in concentrazioni superiori a quelle normali.
L'ozanezumab è prodotto dalla casa farmaceutica GlaxoSmithKline con il codice di identificazione GSK 1223249; l'anticorpo viene somministrato per via endovenosa.

## Studi clinici
Negli esseri umani sono stati effettuati vari studi clinici volti a misurare la sicurezza, la tollerabilità e soprattutto l'efficacia dell'ozanezumab; i risultati sono stati positivi, ma le ridotte dimensioni dei campioni studiati suggeriscono cautela nell'interpretazione dei dati emersi dagli studi.
La GlaxoSmithKline ha riportato tre studi giunti alla fase I:
1. Uno studio sulla sicurezza, sulla farmacocinetica e sulla farmacodinamica dell'ozanezumab in pazienti affetti da sclerosi laterale amiotrofica.[2]
2. Uno studio randomizzato, in doppio cieco, con un gruppo a cui è stato iniettato l'ozanezumab e un gruppo a cui è stato iniettato il placebo, con somministrazione a dosi crescenti di anticorpo (o di placebo), con l'obiettivo di valutare sicurezza, tollerabilità e farmacocinetica dell'ozanezumab in pazienti affetti da forme di sclerosi multipla intermittenti o remittenti che non stavano assumendo altri farmaci per attenuare il decorso della patologia.[3]
3. Uno studio randomizzato, a studio in cieco (solo per i pazienti, non per gli operatori sanitari), con un gruppo a cui è stato iniettato l'ozanezumab e un gruppo a cui è stato iniettato il placebo, con somministrazione di dosi crescenti di anticorpo (o di placebo), con l'obiettivo di valutare sicurezza, tollerabilità, farmacocinetica e capacità di produrre risposta immunitaria in pazienti affetti da forme intermittenti o remittenti di sclerosi multipla.[4]

Un ulteriore studio clinico di fase II è stato completato nel 2015.